# Можи Мирим
 Тази статия е за селището в Бразилия.  За микрорегиона вижте Можи Мирим (микрорегион).  За спортния клуб вижте Можи Мирим ЕК.
Можи Мирим (на португалски: Mogi Mirim) е град в югоизточна Бразилия, административен център на микрорегион Можи Мирим в щата Сау Паулу. Населението му през 2014 година е 91 027 души.
Разположен е на 611 m надморска височина в Бразилското плато, на 52 km северно от град Кампинас и на 178 km северно от столицата на щата Сау Паулу. Селището възниква през 1720 година като лагер на бандейранти, придвижващи се от Сау Паулу към златните мини в Гояс.